# Вжещин
Вжещин (пол. Wrzeszczyn) — село в Польщі, у гміні Єжув-Судецький Єленьоґурського повіту Нижньосілезького воєводства.
Населення — 69 осіб (2011).
У 1975-1998 роках село належало до Єленьоґурського воєводства.

## Демографія
Демографічна структура станом на 31 березня 2011 року:
|          | Загалом | Допрацездатний вік | Працездатний вік | Постпрацездатний вік |
| -------- | ------- | ------------------ | ---------------- | -------------------- |
| Чоловіки | 35      | 7                  | 26               | 2                    |
| Жінки    | 34      | 4                  | 20               | 10                   |
| Разом    | 69      | 11                 | 46               | 12                   |